# 奥平貞勝
奥平 貞勝（おくだいら さだかつ）は日本の戦国時代の武将。三河作手地方の国人奥平氏当主。奥平貞昌の子。正室は水野忠政の妹。後室は菅沼定継の妹。奥平定能、奥平常勝、奥平貞治の父。定勝とも。通称、九八郎、監物。晩年に出家し、道文入道と号した。

## 生涯
今川氏、松平氏（徳川氏）、織田氏、武田氏など状況に応じてさまざまな陣営を渡り歩いた。家名を存続させるため、身内同士で争うなど一族に多くの犠牲を強いられる苦難の人生を送りながらも、自身は天寿を全うした。

### 松平氏→今川氏→織田氏→今川氏→徳川氏
享禄3年（1530年）5月、松平清康が八名郡の宇利城を攻めると、これに従軍。搦手門から攻め入り、功を挙げたという。その後、清康の横死（森山崩れ）で弱体化した松平氏から今川氏に転属した。ただし、当初は今川氏の影響力も不安定で天文6年（1537年）の河東一乱では、奥平貞勝は北条氏綱の調略の対象になっている。天文11年（1542年）、対織田信秀戦の小豆坂合戦では岡崎勢の与力に付けられる。天文16年（1547年）には今川氏と対立していた松平氏領の山中を嫡男の仙千代と弟の貞友に与えるという義元の判物を与えられるが、翌年には貞友が今川氏への反乱を起こして所領を没収されて貞勝に与えられている。
弘治2年（1556年）、前室の縁で水野信元からの織田家への誘いを受けると、これに応じ、今川氏を離反。さらに縁戚の田峯菅沼氏まで誘って蜂起した。ただし、大石泰史はこの蜂起の主導者は息子の定能で、貞勝は今川氏へ忠節を尽くしていたにもかかわらず、一族の多くが定能に従ったために『諸家譜』などの後世の編纂物では貞勝が今川氏に離反したことにされていると指摘している。同年2月15日、自領から岡崎方面にある今川方・秦梨城への先制攻撃を敢行。秦梨城主・粟生将監永信を退散させた事に端を発し、鎮圧に派遣されてきた今川方の東条松平勢を貞勝の弟・久兵衛貞直が日近城での籠城の末に撃退する（日近合戦）。ひとまず優位に立っていた貞勝であったが、今川義元の指示を受けた菅沼定村や本多忠俊といった東三河の諸将によって本格攻勢を受ける。同年8月には日近とは別方面で宝飯郡との郡境に近い雨山城への攻撃を防ぎ切れずに降伏する。（雨山合戦）。織田氏の援軍を満足に得られずに蜂起から半年程度で鎮圧されて、今川氏再属を余儀なくされた。再属に際し、弟・貞直を処分する事で離反の罪を赦免されている。
永禄3年（1560年）5月、今川義元の尾張侵攻に参戦。清康の孫・松平元康（後の徳川家康）の与力として、大高城への兵糧運び入れを支援するが、同月19日に今川義元の本隊が崩れると自領に退却した（桶狭間の戦い）。
その後、東三河の諸家が挙って松平氏へ転属する事となっても事態を静観。だが、宝飯郡で最後まで抵抗していた牧野氏でさえ転属する事態になったところで、ようやく家康へ転仕した。永禄11年（1568年）12月、徳川家康の遠江侵攻では、嫡子・定能に参戦させている。

### 徳川氏→武田氏→隠棲
武田軍が三河に侵攻してきた元亀2年（1571年）以降には、これまで通り家康服属を説く嫡子・定能を制して、武田氏服属を決定するなど、隠居でありながら家中での影響力を保持していたことがうかがえる。天正元年（1573年）8月21日、定能が孫の信昌ばかりか末子・貞治ら家中の大半を引き連れて武田氏を離反し徳川氏に再属した際には、貞勝は次子・常勝など少数派とともに武田方に留まった。長篠の戦いに参戦した模様（『信長公記』）であるが、やがて同合戦で勝利した定能が徳川氏・織田氏の後押しで勢力を伸ばすと、菅沼氏一族とともに三河の所領を放棄して、甲斐に移住した。
天正10年（1582年）3月、織田信長の武田征伐による武田家の滅亡で、甲斐に留まれなくなった貞勝は、子の定能を頼って三河額田郡に隠棲した。文禄4年（1595年）に没した。享年84。